# Luis Induni
Luis Induni (eigentlich Luigi Induni Radice; * 5. März 1920 in Romano Cavanese, Piemont; † 31. Dezember 1979 in Barcelona) war ein italienisch-spanischer Schauspieler.

## Leben
Induni spielte nahezu seine ganze Karriere in Spanien, wo er seit den späten 1940er Jahren lebte und wo er auch 1959 die Staatsbürgerschaft erhielt; so sein Debüt im Jahr 1950 (El final de una leyenda), so auch sein letzter Film 1979 (La boda del señor Cura). Der hagere, immer etwas älter wirkende Induni war in seinen rund 215 Rollen meist als „Mann aus dem Volk“ oder als Mandatsträger besetzt – Sheriffs, wie in seinen zahlreichen Italowestern, Richter oder Polizisten. Nahezu ausschließlich war er in tragenden Nebenrollen zu sehen.

## Filme (Auswahl)
- 1950: Der schwarze Jack (Black Jack)
- 1953: La montaña sin ley
- 1958: Die letzte Chance (La mina)
- 1959: Diego, der Geächtete (Diego Corrientes)
- 1961: Entfesselte Triebe (JUventud a la intemperie)
- 1961: Unter der Flagge der Freibeuter (Los bucaneros del Caribe)
- 1962: Das Schwert des Cid (La spada del Cid)
- 1963: Abrechnung in Veracruz (El sabor de la venganza)
- 1963: Einer rechnet ab (Los cuatreros)
- 1963: Fuera de la ley
- 1963: Die Kastilier (El valle de las espadas)
- 1964: Geheimagentin in Gibraltar (Gibraltar)
- 1964: Gesetz der Bravados (Brandy, el sheriff de Losatumba)
- 1964: Das Gesetz der Zwei (I due violenti)
- 1964: Die 7 aus Texas (Antes llega la muerte)
- 1964: La tumba del pistolero
- 1964: Die verdammten Pistolen von Dallas (Las malditas pistolas de Dallas)
- 1965: Blei ist sein Lohn (Ocaso de un pistolero)
- 1965: Das erste Abenteuer (La primera aventura)
- 1965: 100.000 Dollar für Ringo (100.000 dollari per Ringo)
- 1965: Jetzt sprechen die Pistolen (Perché uccidi ancora)
- 1965: Lederstrumpf – Der letzte Mohikaner (Uncas, el fin de una raza)^
- 1965: Raffica – Tiger der Wüste (Una ráfaga de plomo)
- 1965: Der Sohn von Jesse James (El hijo de Jesse James)
- 1965: Tumba para un forajido
- 1965: Unser Mann aus Istanbul (Operación Estambul)
- 1965: Die Versuchung heißt Jenny (Los pianos mecánicos)
- 1966: Agent 3S3 pokert mit Moskau (Agente 3S3, massacro al sole)
- 1966: Baraka – Agent X 13 (Baraka sur X 13)
- 1966: Der Chef schickt seinen besten Mann (Requiem per un agente segreto)
- 1966: Laß die Finger von der Puppe (Per un pugno di canzoni)
- 1966: Mountains (Mestizo)
- 1966: 6 Kugeln für Gringo (Dos pistolas gemelas)
- 1966: Die unglaublichen Abenteuer des hochwohllöblichen Ritters Branca Leone (L'armata Brancaleone)
- 1966: Wie tötet man eine Dame?
- 1967: Desperado – Der geheimnisvolle Rächer (Il magnifico texano)
- 1967: Django – unersättlich wie der Satan (Un hombre vino a matar)
- 1967: Djurado
- 1967: Fedra West
- 1967: Eine Geschichte von Liebe (Una historia de amor)
- 1967: Glut der Sonne (Dove si spara di più)
- 1967: 100.000 verdammte Dollar (Voltati… ti uccido)
- 1967: Mister Dynamit – Morgen küßt Euch der Tod
- 1968: An den Galgen, Bastardo (¿Quién grita venganza?)
- 1968: Copper Face (Tutto per tutto)
- 1968: Killer adios (Killer, adios)
- 1969: Die zum Teufel gehen (La legione dei dannati)
- 1969: Frühstück mit dem Killer (Les étrangers)
- 1969: Garringo – der Henker (Garringo)
- 1969: Höllenkommando (Comando al infierno)
- 1969: Im Hexenkessel der Gewalt (Tiempos de Chicago)
- 1969: Die Wahrheit über Frank Mannata (¡Viva América!)
- 1969: War Devils – Die Kriegsteufel kommen (I diavoli della guerra)
- 1969: Zorros Rache (El Zorro justiciero)
- 1970: Arriva Garringo (Reza por tu alma… y muere)
- 1970: Dein Leben ist keinen Dollar wert (Veinte pasos para la muerte)
- 1970: Der größte aller Freibeuter (Il corsaro)
- 1970: Manos torpes
- 1970: Plomo sobre Dallas
- 1970: Los rebeldes de Arizona
- 1970: Sartana kommt… (Una nuvola di polvere… un grido di morte… arriva Sartana)
- 1970: Sartana – noch warm und schon Sand drauf (Buon funerale, amigos… paga Sartana)
- 1970: … und Santana tötet sie alle (Un par de asesinos)
- 1970: Zwei Halleluja für den Teufel (Abre tu fosa amigo… llega Sabata)
- 1971: Black Beauty
- 1971: Der Vampir von Schloß Frankenstein (El vampiro de la autopista)
- 1972: Una bala marcada
- 1972: Ben und Charlie (Amico, stammi lontano almeno un palmo)
- 1972: Un dólar de recompensa
- 1972: Ein Einsamer kehrt zurück (El retorno de Clint el Solitario)
- 1972: Meine Kanone, mein Pferd… und deine Witwe (Tu fosa será la exacta… amigo)
- 1972: Die Nacht der blutigen Wölfe (Doctor Jekyll y el hombre lo bo)
- 1972: Zwei ausgekochte Halunken (La caza de oro)
- 1973: The Loreley’s Grasp – Die Bestie im Mädchen-Pensionat (Las garras de Lorelei)
- 1973: Der Clan der Killer (Un tipo con una faccia strana ti cerca per ucciderti)
- 1973: Fäuste – Bohnen und… Karate! (Storia di karatè, pugni e fagioli)
- 1973: Fernfahrer – Abenteuer auf Spaniens Straßen (Los camineros) (Fernsehserie, 1 Folge)
- 1973: Die geheimnisvolle Insel (La isla misteriosa)
- 1974: B muß sterben (Hay que matar a B.)
- 1974: Im Auftrag von Madame (Fernsehserie, 1 Folge)
- 1974: Les Humphries: Es knallt – und die Engel singen
- 1974: Der Marschall des Teufels (El mariscal del infierno)
- 1974: Sergeant Berry (Fernsehserie, 1 Folge)
- 1974: Zehn Cowboys und ein Indianerboy (Dieci bianchi uccisi da un piccolo Indiano)
- 1975: Die Nacht des Exorzisten (Exorcismo)
- 1975: Das Tal der tanzenden Witwen
- 1975: Der Werwolf und der Yeti (La maldición de la bestia)
- 1977: Wild Women (La isla de las virgenes ardientes)
- 1977: Zum kleinen Fisch (Fernsehserie, 1 Folge)
- 1978: Die tätowierte Leiche (Tatuaje)